# Antífona

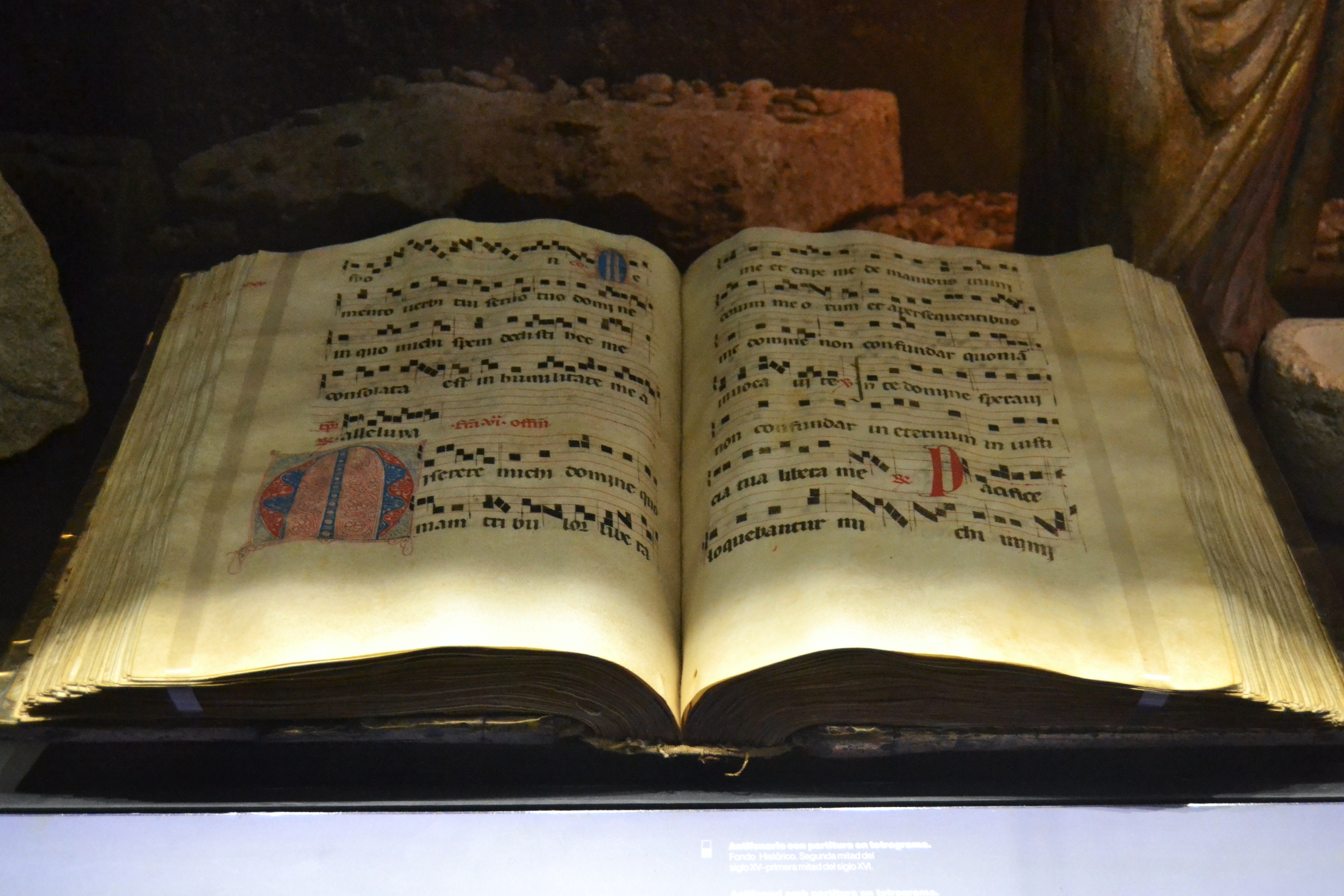
Antifonário do século XV.

Antífona é uma melodia curta, executada em canto gregoriano, antes e depois da recitação de um Salmo. A Antífona geralmente é composta de cânticos curtos, com texto entre dez e vinte e cinco palavras e de melodias simples.

## História
A prática do canto antifonal foi adotada pelos cristãos primitivos a partir de cerimônias judaicas, e foi introduzido no Ocidente por volta do século IV por Ambrósio. Originalmente era executada por coros diferentes.
Desde sua adoção, ainda no cristianismo primitivo, a antífona é executada antes e depois da salmodia.
A partir do século XIII passou-se a cantar as chamadas Antífonas Marianas, quais sejam: Salve Regina, Alma Redemptoris Mater, Ave Regina Coelorum e Regina caeli. Os Cistercienses passaram a cantar o Salve Regina a partir de 1218, os Dominicanos a cantavam diariamente após um milagre em 1230 e o costume foi adotado pela Ordem a partir de 1250. A partir de 1249, os Franciscanos passaram a executa-las.

## Execução
Via de regra, a antífona é executada na seguinte ordem: Antífona - Salmo - Antífona. Sendo assim, para facilitar a execução, a antífona e a salmodia devem estar ligadas pelo mesmo tom salmódico.
Uma peça musical executada por dois coros semi-independentes, interagindo um com o outro, às vezes cantando frases alternadas, é classificada como antifonal.
Também pode ser executado em outra parte da liturgia, como as Vésperas ou uma missa. Esta função deu origem ao estilo do Canto antifonal. A palavra é de origem grega: αντί (oposta) + φωνη (voz).